# Ernst Ziemke
Ernst Gustav Ziemke (* 16. August 1867 in Stettin; † 26. November 1935 in Kiel) war ein deutscher Gerichtsmediziner.

## Leben
Ziemke, dessen Vater Kapitän war, studierte nach dem Abitur 1887 am Gymnasium Stettin Medizin in Halle, Heidelberg, Berlin, Freiburg im Breisgau und Leipzig und wurde 1893 in Halle promoviert (Über den Einfluss der Salzsäure des Magensaftes auf die Fäulnisvorgänge im Darm). 1893 bis 1895 war er Assistent an der Medizinischen Klinik in Halle. 1895 bis 1901 war er Assistent in der Pathologie in Tübingen und ab 1901 in Graz und danach in Berlin (Chirurgie im Krankenhaus St. Urban, in einer psychiatrischen Klinik, chemische Abteilung des pathologischen Instituts der Universität und der Landwirtschaftlichen Hochschule Berlin). 1899 absolvierte er die Prüfung als Kreisarzt. 1901 habilitierte er sich in Berlin in Gerichtsmedizin. 1901 wurde er außerordentlicher Professor für Gerichtsmedizin in Halle und 1906 außerordentlicher Professor (ab 1920 ordentlicher Professor) und Direktor des Instituts für Gerichtliche und Soziale Medizin in Kiel. Dort blieb er bis auf eine Zeit 1926/27 als Professor in Breslau. 1925/26 und 1928/29 war er Dekan der medizinischen Fakultät. Er war sowohl Gerichtsarzt in Halle ab 1901 als auch in Kiel ab 1906. 1935 wurde er emeritiert.
Er war ab 1906 Stabsarzt der Reserve und im Ersten Weltkrieg als Militärarzt (Chefarzt des Reservefeldlazaretts 54 in Belgien und Russland von 1914 bis 1917) und erhielt das Eiserne Kreuz 1. und 2. Klasse und das Verdienstkreuz für Kriegshilfe. Außerdem erhielt er das Hamburgische Hanseatenkreuz. Ab 1933 war er Mitglied der Leopoldina. 1912 war er Gründungsmitglied der Deutschen Gesellschaft für gerichtliche und soziale Medizin. Er war Mitglied des Preußischen Landgesundheitsrats. Er war bis zu deren Auflösung Mitglied der Deutschnationalen Volkspartei und ab 1933 förderndes Mitglied der SA.

## Schriften
- Der Begriff der Erwerbsunfähigkeit in der sozialen Medizin, Springer 1928
- Die Beurteilung jugendlicher Schwachsinniger vor Gericht, Langensalza: Beyer, 1911
- mit Theodor Lochte, Viktor Müller-Hess und anderen: Gerichtliche Medizin, Handbücherei für Staatsmedizin, Band 16, Berlin: Carl Heymann 1930